# Ranunculus longepedunculatus
Ranunculus longepedunculatus är en ranunkelväxtart som beskrevs av Michael Joseph François Scheidweiler. Ranunculus longepedunculatus ingår i släktet ranunkler, och familjen ranunkelväxter. Inga underarter finns listade i Catalogue of Life.